# 식신 (기업)
식신(SikSin)은 맛집 추천 서비스 국민맛집 식신, 기업용 모바일 식권 서비스 식신e식권 등을 운영하는 대한민국의 푸드테크 기업이다.
2010년 5월 위치기반 소셜 네트워크 SeeOn 서비스로 시작해 사용자 데이터를 기반으로 국내 최대 빅데이터 맛집 추천 애플리케이션인 국민맛집 식신을 출시하였다. 2016년 9월 사명을 식신으로 변경하였다. 

## 연혁
- 2010년 5월: ‘씨온’ 설립
- 2010년 8월: 위치기반 소셜 네트워크(SNS) 서비스 ‘씨온(SeeOn)’ 출시
- 2012년 5월: ㈜대성창업투자, ㈜코오롱인베스트먼트, ㈜마이벤처파트너스 투자 유치[1]
- 2013년 11월: 빅데이터 기반 맛집 추천 서비스 ‘국민맛집 식신’ 출시
- 2015년 6월: 기업형 모바일 식권 ‘식신e식권’ 출시
- 2015년 6월: IBK캐피탈 투자 유치[2]
- 2016년 6월: 맛집 배달 서비스 ‘식신히어로’ 출시
- 2016년 11월: 중국 모바일 결제 플랫폼 ‘알리페이’ 앱에 한국 맛집 정보 제공
- 2016년 11월: ‘식신’으로 사명 변경
- 2016년 12월: 선불형 외식 상품권 ‘식신 다이닝카드’ 출시
- 2017년 6월: 중국 최대 여행사 ‘씨트립’에 한국 맛집 정보 제공
- 2017년 7월: 현대차 내비게이션에 맛집 정보 제공[3]
- 2017년 9월: 업계 최초 맛집 주차 정보 제공
- 2017년 10월: 누적다운로드 300만 돌파
- 2017년 11월: HB인베스트먼트 투자 유치, 누적 90억 달성[4]
- 2018년 2월: 전자신문 미래기업포커스 선정[5]
- 2018년 2월: 대한민국 최초 4개국어(한.영.중.일) 서비스 오픈[6]
- 2018년 6월: 국내 최초 북한 맛집 정보 서비스 제공
- 2019년 2월:  금호산업 그룹  전체계열사 식신e식권 서비스
- 2019년 2월: 삼성엔지니어링, 삼성물산 식신e식권 서비스
- 2019년 2월: 연합뉴스와 '흥' 공동 서비스 운영
- 2019년 2월: 이뉴스투데이, 한겨례, 지디넷 맛집 컬럼 연재
- 2019년 2월: 2019 식신 별 맛집 인증
- 2019년 3월: 식신e식권 LS산전 서비스
- 2019년 4월: 네이버, 카카오 제휴 컨텐츠 서비스
- 2019년 4월: LS오토모티브 서비스
- 2019년 5월: 미래에셋증권 상장 주간사 계약
- 2019년 9월: KPMG 지정감사 기관 지정
- 2019년 10월: 삼성엔지니어링 전 사업장 식신e식권 도입
- 2019년 11월:  현대중공업 지주, 현대제철 서비스
- 2019년 12월: 2020 별 맛집 인증 발표
- 2020년 2월: 현대그린푸드 시범운영
- 2020년 2월: 식신e식권 회계자동화 시스템 구축 완료
- 2020년 3월: 삼성웰스토리 서비스
- 2020년 3월: 2020 식신 별 맛집 인증서 전국 배포
- 2020년 3월 현대모비스, 대주회계법인 서비스
- 2020년 3월: 2019 상장 지정감사 완료
- 2020년 4월: 현대기계건설 서비스
- 2020년 4월: HB인베스트먼트 등 투자 유치(총 누적 130억)
- 2020년 5월: 식신e식권 직매입 서비스 시작
- 2020년 6월: 식신 네이버포스트 팔로우 9만명 돌파
- 2020년 7월: 업계 최초 복합결제 단말기 개발
- 2020년 7월: 구내식당 언택트 솔루션 '모바일스루' 출시
- 2020년 9월: 식신e식권 라디오광고 시작
- 2020년 10월: 삼성메디슨 서비스 계약
- 2020년 11월: 식신e식권 eZone 서비스 시작

## 주요 수상 경력
- 2011년 12월: 스마트앱어워드 커뮤니케이션부문 대상[7]
- 2013년 7월: 대한민국 디지털경영혁신 대상 수상[8]
- 2016년 6월: 대한민국창업대상 대한상의 회장상 수상[9]
- 2016년 11월: 고용노동부 주관 2016 청년친화강소기업 선정
- 2017년 6월: 대한민국창업대상 중소기업청장상 수상[10]

## 서비스
| 이름      | 분야                  | 플랫폼      | 출시일     | 서비스지역 |
| 식신      | 레스토랑 검색 및 추천 | iOS/Android | 2013.11.30 | 대한민국   |
| 식신e식권 | 모바일 식권           | iOS/Android | 2015.06.01 | 대한민국   |